# David Campbell (Mediziner)
Sir David Campbell (* 6. Mai 1889 in Patna; † 30. Mai 1978 in Peterculter) war ein schottischer Arzt und Pharmakologe. Er war als Nachfolger von Charles Robertshaw Marshall von 1930 bis 1959 Regius Professor of Materia Medica and Therapeutics an der University of Aberdeen.

## Leben
Campbell wurde in Patna, East Ayrshire, als Sohn von der Näherin Agnes Smith Campbell und ihrem Ehemann, dem Lehrer Stewart Campbell geboren. Campbells Vater starb entweder kurz vor oder nach der Geburt des Jungen und hinterließ die Familie in finanziell prekären Umständen. Die wache Intelligenz des Jungen brachte ihn an die Ayr Academy und später zu einem Stipendium an der University of Glasgow, wo er Kunst und Wissenschaften gleichzeitig studierte. 1911 schloss er die beiden Fächer mit M.A. und B.Sc. mit Auszeichnung in Mathematik und Physik ab. Während dieser Zeit sammelte er eine beträchtliche Auswahl an Auszeichnungen und Ehrungen. Seine Berufung fand er schließlich, als er seine Studien mit Medizin und Pharmakologie fortsetzte. Dieses Studium schloss er 1916 mit M.B. und Ch.B. mit Auszeichnung ab.
Seine junge Karriere als Mediziner wurde durch den Ersten Weltkrieg unterbrochen. Er schloss sich dem Royal Army Medical Corps an und wurde im nördlichen Frankreich eingesetzt. Dort wurde er 1918 im Rang eines Hauptmanns auf einer Majorsstelle mit dem Military Cross ausgezeichnet. 1919 wurde er demobilisiert. Er kehrte als Assistent des Regius Professor of Materia Medica in Glasgow, Ralph Stockman, zurück an die University of Glasgow und wurde 1921 zum Pollok Lecturer in Materia Medica and Pharmacology berufen. Im gleichen Jahr heiratete er Margaret Lyle. Die Ehe blieb kinderlos.
Neben seiner Dozententätigkeit arbeitete er bis 1929 mit Unterbrechungen in der Glasgow Western Infirmary als Arzt. 1924 promovierte er als Arzt (M.D.) erneut mit Auszeichnung. Seine Doktorarbeit über rheumatoide Arthritis wurde mit der begehrten Bellahouston Gold-Medaille der Universität für den besten Medizinstudenten ausgezeichnet. 1925 reiste er als Fellow der Rockefeller-Stiftung an die Johns Hopkins University. Er war dort der erste in einer Reihe von ausgezeichneten Fellows aus dem Vereinigten Königreich.
1930 wurde er auf die Regius Professur für Materia medica in Aberdeen berufen und zog dorthin um. Dort leitet er große Veränderungen im Centre for medical Research in Foresterhill ein, die Aberdeen zu einer der führenden medizinischen Lehranstalten machten. Er formte ein Team aus hervorragenden Wissenschaftlern, darunter Dugald Baird, Stanley Davidson, James Learmonth und andere und setzte seine Kräfte sowohl in der Verwaltung als auch in der Lehre voll ein. 1932 wurde er zum Dekan der Fakultät gewählt und hielt die Position mit dreijährigem Wiederwahltournus bis zu seinem Ruhestand 27 Jahre später. Seine administrativen Fähigkeiten beruhten auf der sorgfältigen Auswahl und Vorbereitung der Sitzungsthemen der vielen Komitees, denen er vorsaß, einer scharfsinnigen Kenntnis seiner Kollegen und einem frappierenden Gefühl für Timing. Unbewiesene aber plausible Erzählungen kursierten, dass er, wenn er nach einer Fakultätssitzung unmittelbar im Nachtzug nach London reisen musste, das Protokoll vor der Sitzung anfertigte und dieses selten, wenn überhaupt geändert werden musste.
Ab 1936 vertrat er die Universität Aberdeen im General Medical Council und behielt die Vertretung für 25 Jahre. 1949 wurde er zum Präsidenten des Councils für das Vereinigte Königreich gewählt. Außerdem wurde er Vorsitzender des Disziplinarkomitees zur Untersuchung von Behandlungsfehlern. 1950 erhielt er gleich fünf Ehrendoktorwürden, ein LL.D. der Universitäten Glasgow, Liverpool, Dublin und Aberdeen sowie ein D.C.L. der University of Durham. 1951 wurde er zum Fellow der Royal Society of Edinburgh gewählt. 1953 wurde er als Knight Bachelor geadelt.
Als Lehrer war Campbell konservativ, zitierte ohne Notizen aus der Pharmacopoeia und bestand auf dem Auswendiglernen der Rezepturen. Sein eigenes Handbuch (Handbook of Therapeutics) war ein Klassiker seiner Zeit. Und obwohl Verwaltung und Lehre ihm schon viel Zeit und Mühe abverlangten, behandelte er weiterhin Patienten im Krankenhaus, wo ihn sein enormes Erinnerungsvermögen, seine Achtsamkeit und Detailliebe zu einem fähigen und geachteten Mediziner machten.
1959 zog er sich auf seinen Altersruhesitz in Peterculter, westlich von Aberdeen zurück. Er verfolgte weiterhin seine persönlichen Studien, genoss aber auch seinen geliebten Golfsport, wo er kaum einen Gegner an der Universität fürchten musste. Er verstarb am 30. Mai 1978 in seinem Haus in der North Deeside Road, 252. In seinem Nachruf im British Medical Journal, The Lancet und der Times wird als Sterbeort statt Peterculter Milltimber angegeben. Angesichts eines Abstands von zwei Kilometern ist der Unterschied aber wohl unerheblich.

## Künstlerische Würdigung
- Ein 1959 von Charles Hemingway gemaltes Bild von David Campbell ist im Besitz der Universität Aberdeen.[8]
- Eine 1953 aufgenommene Fotografie von Walter Stoneman wird von der National Portrait Gallery gehalten.[9]
- Ein weiteres Porträt von A. Morocco hängt im Ratssaal des General Medical Council.

## Bibliografie
- A Handbook of Therapeutics (1928)